# Andri Struzina
Andri Struzina (26 de mayo de 1997) es un deportista suizo que compite en remo.
Ganó una medalla de oro en el Campeonato Mundial de Remo de 2023 y dos medallas de bronce en el Campeonato Europeo de Remo, en los años 2022 y 2023, en la prueba de scull individual ligero.

## Palmarés internacional
| Campeonato Mundial | Campeonato Mundial | Campeonato Mundial | Campeonato Mundial      |
| Año                | Lugar              | Medalla            | Prueba                  |
| ------------------ | ------------------ | ------------------ | ----------------------- |
| 2023               | Belgrado (Serbia)  | Medalla de oro     | Scull individual ligero |
| Campeonato Europeo |                    |                    |                         |
| Año                | Lugar              | Medalla            | Prueba                  |
| 2022               | Múnich (Alemania)  | Medalla de bronce  | Scull individual ligero |
| 2023               | Bled (Eslovenia)   | Medalla de bronce  | Scull individual ligero |